# Leonel Barrientos
Leonel Gustavo Barrientos Barrientos (Santiago, Chile, 1 de marzo de 1965) es un exfutbolista chileno. Jugaba como mediocampista.
Es el padre del también exfutbolista Sebastián Barrientos. 

## Trayectoria
Oriundo de Santiago, se formó en las divisiones inferiores de Universidad Católica, en donde comenzó a alternar con el primer equipo durante 1983. En dicha temporada el equipo cruzado se coronó campeón de Copa Chile y Copa de la República. Al año siguiente, formó parte del plantel que se coronó campeón de Primera División.
En 1985 es cedido Provincial Osorno de la hoy Primera B chilena, regresando a la UC para enfrentar la Copa Libertadores 1986. Terminada dicha competición, es cedido a Regional Antofagasta. En 1987 regresa a Provincial Osorno, formando parte del plantel que logró el título de Segunda División de 1990, manteniéndose para la campaña en Primera División de la temporada siguiente, donde el equipo osornino terminó como colista de Primera División.
Tras el descenso del equipo osornino, firmó en Deportes Arica de la Primera B. Al año siguiente, regresó a la máxima división chilena fichando en Deportes La Serena. Tras un año de inactividad, en 1995 firma para Deportes Melipilla, siendo el conjunto melipillano su último equipo como futbolista profesional.

## Clubes
| Club                            | País  | Año       |
| ------------------------------- | ----- | --------- |
| Universidad Católica            | Chile | 1984-1987 |
| → Provincial Osorno (cedido)    | Chile | 1985-1986 |
| → Regional Antofagasta (cedido) | Chile | 1986-1987 |
| Provincial Osorno               | Chile | 1987-1991 |
| Deportes Arica                  | Chile | 1992      |
| Deportes La Serena              | Chile | 1993      |
| Deportes Melipilla              | Chile | 1995      |

## Palmarés

### Campeonatos nacionales
| Título               | Club                 | País  | Año  |
| -------------------- | -------------------- | ----- | ---- |
| Copa Chile           | Universidad Católica | Chile | 1983 |
| Copa de la República | Universidad Católica | Chile | 1984 |
| Primera División     | Universidad Católica | Chile | 1984 |
| Primera B            | Provincial Osorno    | Chile | 1990 |